# Abiskojåkka
L'Abiskojåkka (en same du Nord : Ábeskoeatnu) est un cours d'eau situé dans les montagnes de Laponie, dans le nord de la Suède.

## Géographie
Le cours mesure environ 40 km portant le nom de Kamajåkka dans la partie supérieure, jusqu'au lac Abiskojaure après lequel il prend le nom d'Abiskojåkka. Il poursuit ensuite son trajet à travers le parc national d'Abisko creusant un canyon allant jusqu'à 20 m de profondeur, constituant une des attractions du parc. Il se jette enfin dans le lac Torneträsk en formant un delta qui héberge un grand nombre d'espèces d'oiseaux. La rivière est la principale source du fleuve Torne, émissaire du lac Torneträsk. Le bassin versant de l'Abiskojåkka est de 544 km2.

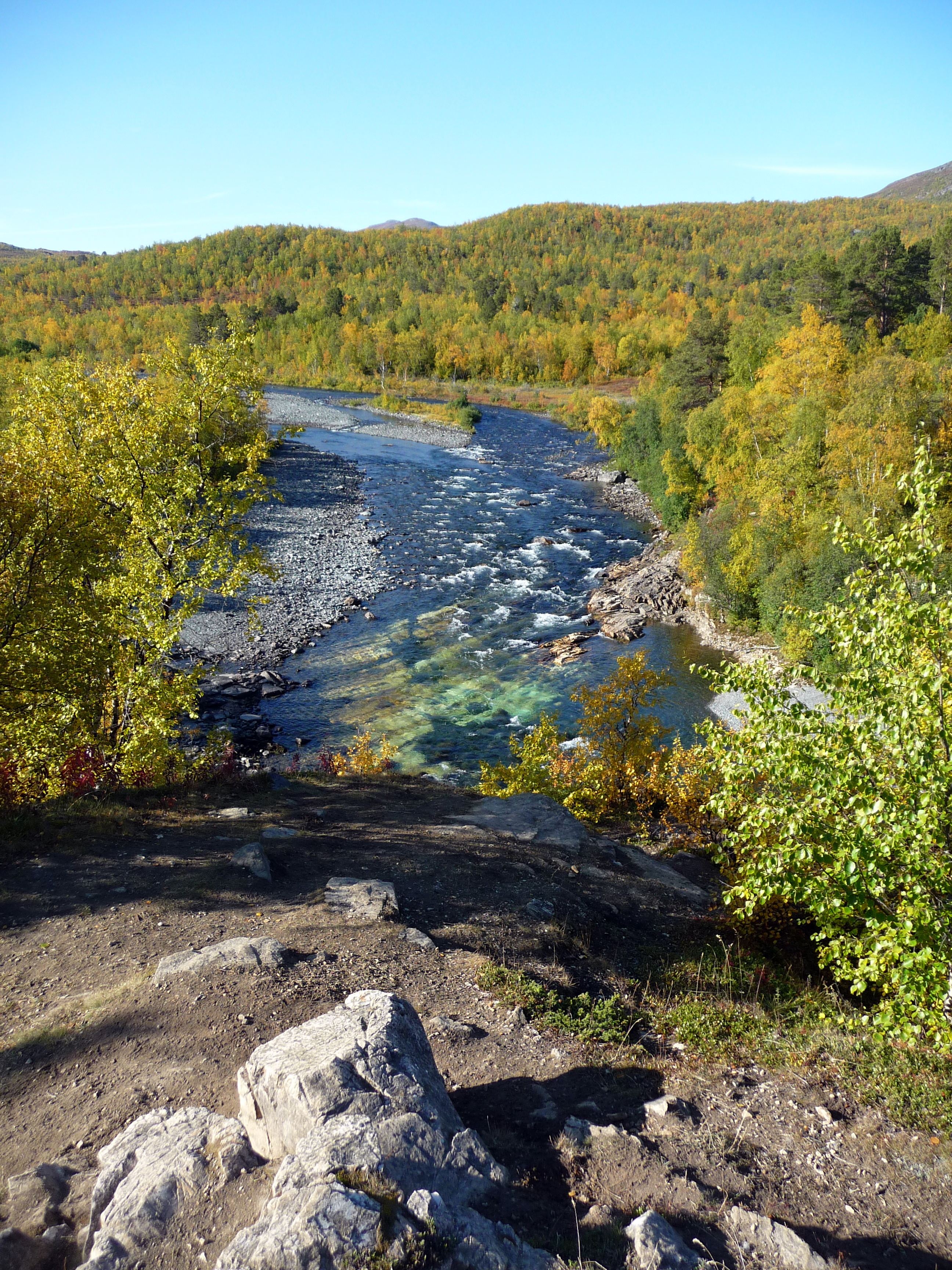
La rivière, au cœur de la forêt de bouleaux du parc national d'Abisko.